# Himmelfahrt-Ponorhöhle
Die Himmelfahrt-Ponorhöhle ist eine Höhle im Wuppertaler Stadtgebiet, mit 661 m Länge. Sie ist nach den Hardthöhlen die zweitgrößte Höhle im Stadtgebiet (nach aktuellem Kenntnisstand 2017) und geologisch von besonderer Bedeutung.

## Lage und Beschreibung
Die Himmelfahrt-Ponorhöhle ist eine 661 m lange und 40 m tiefe Höhle (nach anderen Angaben 700 m lang und 50 tief) im Osten von Wuppertal in der Linderhauser Senke nahe der Stadtgrenze zu Schwelm. Sie liegt im Höhlengebiet Möddinghofe östlich des Bachs Meine. In dem Durchbruchstal des Karstgewässers – die Meine – das zeitweilig trockenfällt, befinden sich einige Bachschnellen und Felsaufschlüsse sowie Bachschwinden. So steht die Himmelfahrt-Ponorhöhle auch im Zusammenhang mit einem Ponor. Weitere Höhleneingänge in der Nähe sind als die Erdmännkes Kuhle und die Meinebach-Ponorhöhle benannt.
Bei der Himmelfahrt-Ponorhöhle handelt sich ein komplexes, in mehreren Etagen ausgebildetes Höhlensystem. Sie enthält im Wechsel extreme Engstellen, Schichtfugenhallen und Kluftgänge. Der Zugang zur Höhle ist gegen unbefugtes Betreten gesichert.

## Geschichte
Der Arbeitskreises Kluterthöhle e. V. (AKKH) erkundete erstmals 2000 die Höhle genauer, drang tief in die Höhle ein und erfasste dessen Größe. Außer der 263 m langen Erlenhöhle auf Schwelmer Stadtgebiet waren bis zu diesem Zeitpunkt in dieser Gegend nur kleinere Höhlen bekannt.

## Schutzstatus
Das Höhlengebiet Möddinghofe ist im Landschaftsplan Wuppertal-Nord unter 2.6.17 als Naturdenkmal ausgewiesen.